# Pelargoderus luteosparsus
Pelargoderus luteosparsus là một loài bọ cánh cứng trong họ Cerambycidae.